# Незнакомец в нашем доме
«Незнакомец в нашем доме» (англ. Stranger in Our House) на западе известен под названием «Лето страха» (англ. Summer of Fear) — американский телефильм фильм ужасов 1978 года, снятый легендарным режиссёром жанра — Уэсом Крэйвеном. Съемки проходили в Хидден-Хилс, Калифорния.

## Сюжет
Фильм рассказывает о девушке по имени Рейчел Брайант, которая живёт со своей богатой семьёй в доме, расположенном в холмистой местности Северной Калифорнии. После того, как сестра её матери, её муж и их горничная Сара погибают в ужасной автомобильной катастрофе, их дочь Джулия переезжает жить к Брайантам. Джулия кажется застенчивой, но вскоре она буквально очаровывает родных и друзей Рейчел.
Кроме того, Рейчел замечает, что после прибытия Джулии судьба, кажется, озлобилась на неё. Её любимая лошадь сломала ногу на конных соревнованиях, и её пришлось пристрелить. Появление прыщей помешало пойти на столь ожидаемую вечеринку. Более того, симпатичная Джулия очаровывает Майка, тренера по верховой езде и жениха Рейчел. Жизнь девушки переворачивается с ног на голову, когда она делится своими опасениями с близкими, оттолкнув от себя семью.
После того, как Рейчел находит странные вещи (человеческий зуб и шерсть собаки Рейчел), которые очевидно принадлежат Джулии, девушка начинает подозревать, что её кузина увлекается чёрной магией. В конце концов, выясняется, что Джулия погибла в автокатастрофе, а девушка, жившая в доме Брайантов на самом деле служанка Грантов.

## В ролях
| Актёр           | Роль              |
| --------------- | ----------------- |
| Линда Блэр      | Рейчел Брайант    |
| Ли Пёрселл      | Джулия Грант      |
| Джереми Слэйт   | Том Брайант       |
| Джефф МакКракен | Майк Галлахер     |
| Джефф Ист       | Питер Брайант     |
| Кэрол Лоуренс   | Лесли Брайант     |
| Макдональд Кэри | Профессор Джарвис |
| Джеймс Ярниган  | Бобби Брайант     |
| Фрэн Дрешер     | Кэролин Бэйкер    |

## Интересные факты
- Фильм снят по мотивам одноименного романа американской писательницы Лойс Данкан, прославившейся молодёжными романами в жанре триллера, среди которых «Я знаю, что вы сделали прошлым летом» и «Убить мистера Гриффина».
- Так как Линда Блэр увлекалась конным спортом и лошадьми, то в фильме домашним любимцем Рейчел стала лошадь Сандэнс, а не собака Трикл, как в романе Дункан.